# Port lotniczy Fera
Port lotniczy Fera (IATA: FRE, ICAO: AGGF) – port lotniczy położony na wyspie Fera (Wyspy Salomona).